# Pierre Renouvin
Pierre Renouvin (Parigi, 9 gennaio 1893 – Parigi, 7 dicembre 1974) è stato uno storico francese, esperto di storia delle relazioni internazionali.

## Biografia
Docente di Storia Contemporanea dal 1937 alla Sorbona di Parigi, dal 1945 dirige la rivista scientifica Revue historique. Dal 1966 è anche socio straniero dell'Accademia dei Lincei. I suoi principali campi d'interesse sono la prima guerra mondiale e la storia diplomatica.

## Opere
- La question d'Extrême-Orient 1840-1940, 1946.
- La crise européenne et la première guerre mondiale, 1948.